# Stara Wisła (Kraków)

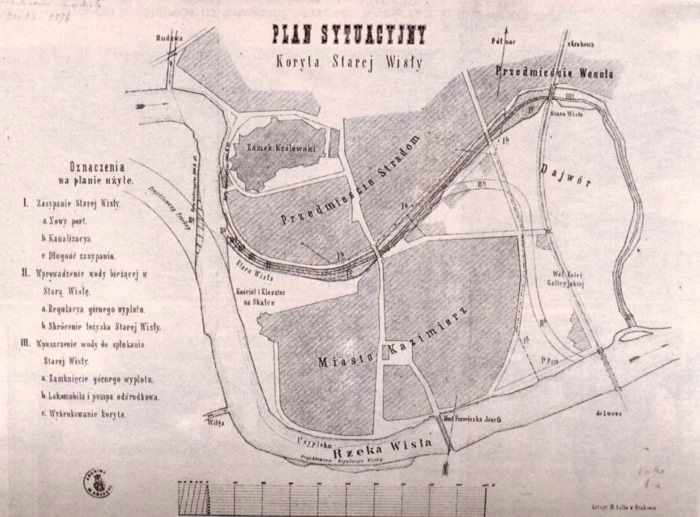
Stara Wisła

Die Stara Wisła (deutsch Alte Weichsel) ist ein ehemaliger Arm der Weichsel (polnisch Wisła) in Krakau. Sie floss in einem Bogen um die ehemalige Stadt Kazimierz und wurde bis 1880 zugeschüttet.

## Flusslauf
Der etwa zwei Kilometer lange Arm der Weichsel bog kurz vor Kazimierz scharf nach Norden ab. Er erreichte die Krakauer Vorstadt Wesoła, wandte sich nach der ehemaligen Mündung des Prądniks nach Südwesten und bildete die Grenze zwischen Kazimierz und der Vorstadt Stradom. Im nächsten Bogen floss er nach Nordwesten und erreichte kurz vor dem Burgberg Wawel den Hauptstrom.

## Geschichte
Die alte Weichsel war bis zum 16ten Jahrhundert der Hauptstrom. Dieser verlagerte sich aber dann in den südlichen Arm. Zwischen Stradom und Kazimierz verlief die Salzstraße über die königliche Brücke. Sie führte durch den christlichen Teil der Stadt über den Marktplatz und querte mit einer zweiten Brücke den südlich Arm der Weichsel. Der nördliche Arm fiel später im Sommer teilweise trocken.
Nach der ersten Teilung Polens stellte die alte Weichsel für einige Zeit die Grenze zwischen dem kaiserlichen Kazimierz und dem polnischen Krakau dar. Die Habsburger gaben jedoch Kazimierz an Polen zurück und bauten stattdessen Podgórze (Podgurze) 1784 zur Josefstadt aus.

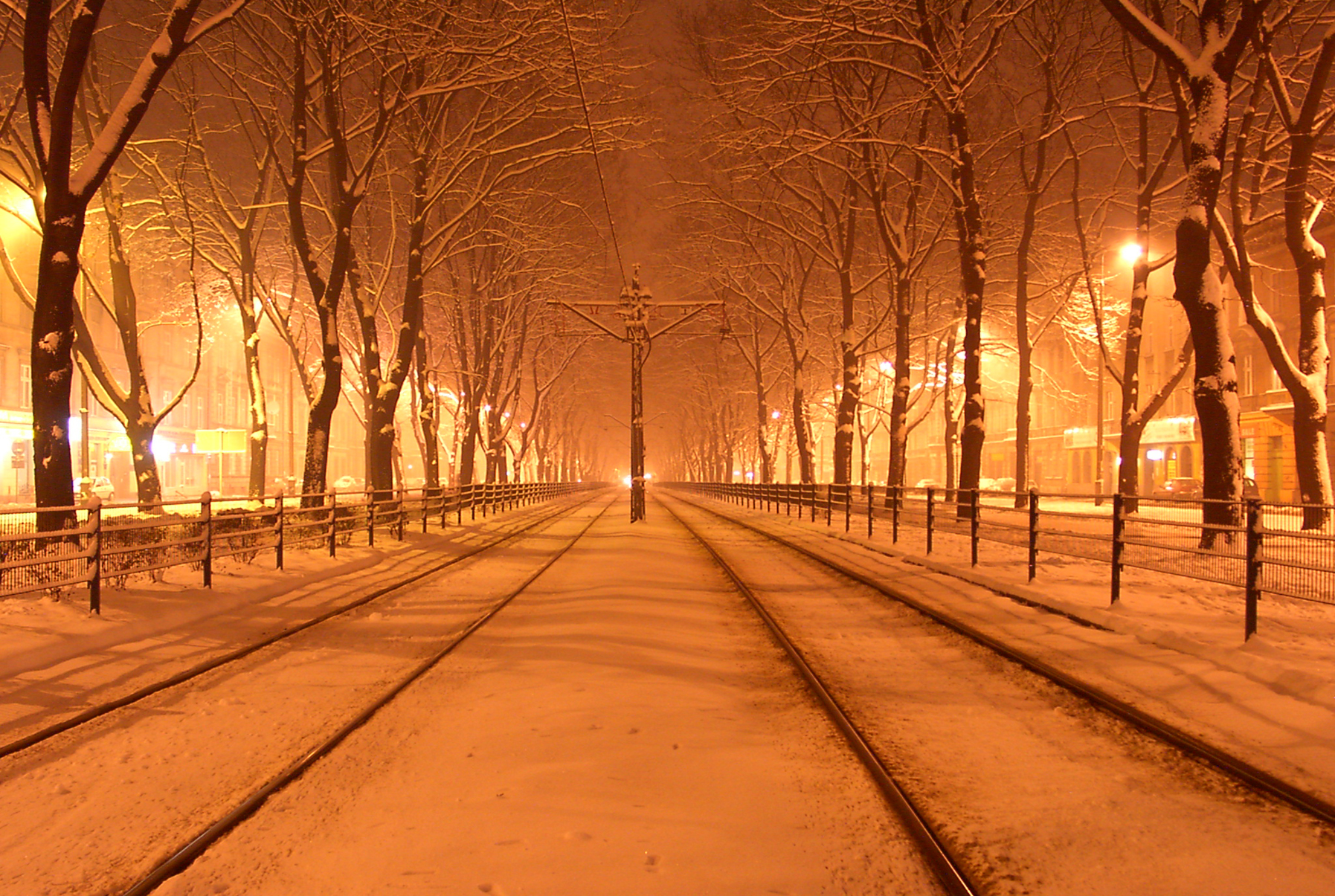
Ulica Józefa Dietla bei Nacht

Die alte Weichsel wurde im späteren 19. Jahrhundert als Krankheitsherd angesehen. Besonders der Arzt und Bürgermeister Józef Dietl (Joseph Dietl, 1804–1878) setzte sich für die Verfüllung des Wasserlaufs ein. Diese erfolgte erst nach seinem Tod und wurde bis 1880 abgeschlossen.
Der westliche Teil der neuen Prachtstraße erhielt den Namen ulica Józefa Dietla. Sie ist 100 Meter breit. Zwei Straßen umfassen einen fast fünf Hektar großen Grüngürtel (Planty), durch den die Straßenbahn verläuft. – Der östliche Teil ist ähnlich angelegt. Er erhielt den Namen ulica Wiśliska und wurde 1937 nach Ignacy Daszyński (1866–1936) in aleja Ignacego Daszyńskiego umbenannt.
Der westliche Teil der ulica Józefa Dietla wurde 1978 mit Stradom und Kazimierz in das UNESCO-Welterbe „Historisches Zentrum von Krakau“ aufgenommen. Der weitere Verlauf des ehemaligen Flusses gehört zur Pufferzone. Es ist auch Teil eines Gebiets, das als historischer Stadtkomplex (historyczny zespół miasta) am 16. September 1994 durch präsidiale Verordnung von Lech Wałęsa zum Geschichtsdenkmal (Pomnik historii) erklärt wurde.